# Christophe Psyché
Christophe Psyché, né le 28 juillet 1988 à Cannes en France, est un footballeur français. Il évolue au poste de défenseur central au Tromsø IL.

## Biographie

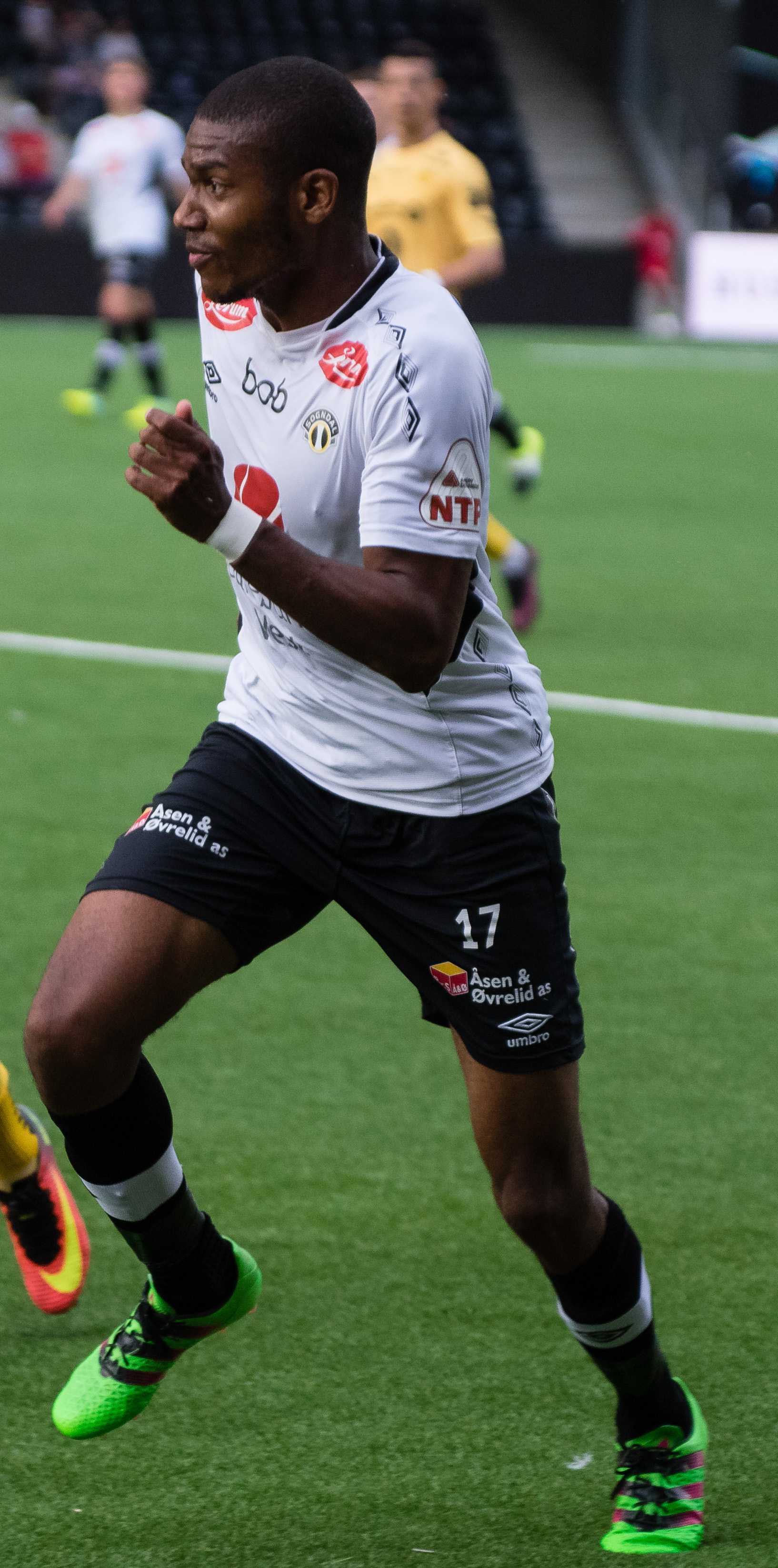
Psyché avec Sogndal en 2016

Le 22 mai 2016, il inscrit un doublé au sein du championnat de Norvège, contre le club de l'IK Start.
Le 30 juillet 2021, Christophe Psyché s'engage en faveur du Tromsø IL.

## Palmarès
- Sogndal
  - Champion de Norvège de 1. divisjon (D2) en 2015 (en)